# Wohn- und Wirtschaftsgebäude Hinrich-Busch-Straße 2

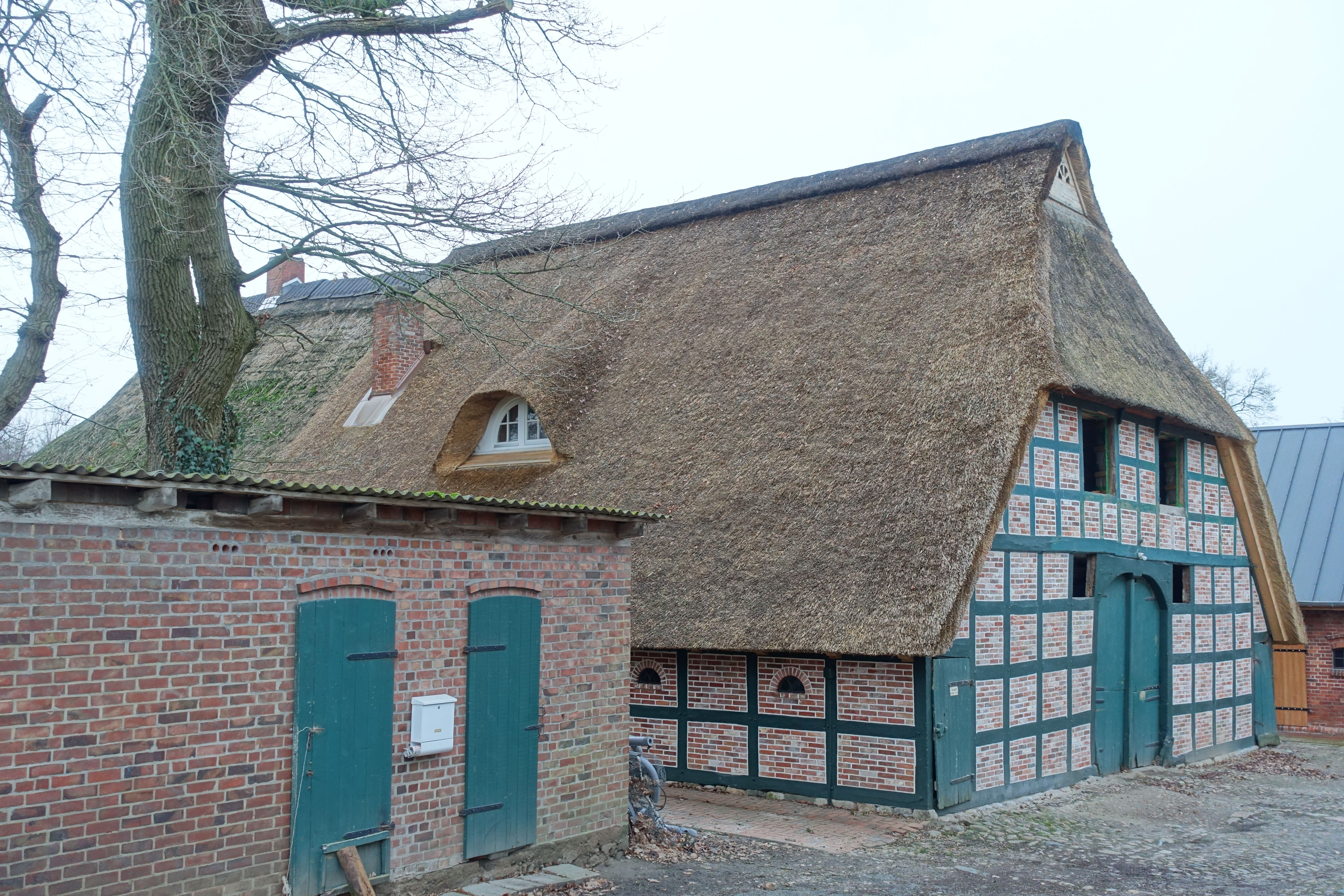
Süd- und Ostfassade (2023)

Das Wohn- und Wirtschaftsgebäude Hinrich-Busch-Straße 2 in der niedersächsischen Gemeinde Beverstedt, Ortsteil Kirchwistedt, im Landkreis Cuxhaven, stammt vom Ende des 18. Jahrhunderts. Aktuell (2024) wird es wohl als Wohnhaus und landwirtschaftlich genutzt.
Das Gebäude steht unter Denkmalschutz (siehe auch Liste der Baudenkmale in Beverstedt).

## Beschreibung
Das eingeschossige traufständige Wohn- und Wirtschaftsgebäude, ein Zweiständer-Hallenhaus in gleichmäßigem Fachwerk mit Steinausfachungen, mit reetgedecktem Krüppelwalmdach mit Schwalbenschwanzgauben als Niedersachsengiebel mit Uhlenloch und der Grooten Door mit Korbbogen, wurde um 1790 gebaut.
Das Landesdenkmalamt befand u. a.: „… regionstypisches Hallenhaus der zweiten Hälfte des 18. Jahrhunderts in Zweiständerkonstruktion ….“